# Raíces (Mexico)
Raíces is een plaatsje in de Mexicaanse staat Mexico. De plaats heeft 571 inwoners (census 2005) en ligt in de gemeente Zinacantepec.
Raíces is gelegen op de noordelijke helling van de Nevado de Toluca, de op drie na hoogste berg van Mexico. De plaats ligt op 3531 meter boven zeeniveau en is daarmee de hoogst gelegen permanent bewoonde nederzetting van Noord-Amerika.